# Cardiostichus gabonicus
Cardiostichus gabonicus là một loài bọ cánh cứng trong họ Cleridae. Loài này được J.Thomson miêu tả khoa học đầu tiên năm 1858.